# Jennifer Aspen
Jennifer Aspen (Richmond, 9 ottobre 1973) è un'attrice statunitense.

## Filmografia parziale

### Cinema
- Il ritorno della famiglia Brady (A Very Brady Sequel), regia di Arlene Sanford (1996)
- Cambio vita (Changing Habits), regia di Lynn Roth (1997)
- Una banda di scoppiati (The Others), regia di Travis Fine (1997)
- Screwed: A Hollywood Bedtime Story, regia di George A. Tramountanas (1998)
- Vanilla Sky, regia di Cameron Crowe (2001) - non accreditata
- L.A. Twister, regia di Sven Pape (2004
- Guy in Row Five, regia di Jonathon E. Stewart e Phil Thurman (2005)
- Mr. Woodcock, regia di Craig Gillespie (2007)
- Oltre il male (At the Devil's Door), regia di Nicholas McCarthy (2014)
- Una vita segreta (His Secret Family), regia di Michael Feifer (2015)

### Televisione
- Hope & Gloria - serie TV, 1 episodio (1995)
- Beverly Hills 90210 (Beverly Hills, 90210) - serie TV, 1 episodio (1995)
- Sposati... con figli (Married... with Children) - serie TV, 1 episodio (1995)
- Lei non voleva (The Secret She Carried) - film TV (1996)
- Claude's Crib - serie TV, 9 episodi (1997)
- Cinque in famiglia (Party of Five) - serie TV, 44 episodi (1998-2000)
- Bob Patterson - serie TV, 6 episodi (2001)
- Will & Grace - serie TV, 1 episodio (2002)
- Friends - serie TV, 1 episodio (2003)
- Come to Papa - serie TV, 4 episodi (2004)
- The Ranch - film TV (2004)
- Welcome to the Jungle Gym - film TV (2006)
- The Closer - serie TV, 2 episodi (2007)
- Rodney - serie TV, 44 episodi (2004-2008)
- Family Man - film TV (2008)
- Glee - serie TV, 4 episodi (2009)
- CSI - Scena del crimine (CSI: Crime Scene Investigation) - serie TV, 2 episodi (2002; 2010)
- Preghiere inascoltate (Unanswered Prayers) - film TV (2010)
- Amiche nemiche (GCB) - serie TV, 10 episodi (2012)
- Il dubbio della verità (The Wrong Woman) - film TV (2013)
- Sharp Objects - serie TV, 4 episodi (2018)
- 9-1-1 - serie TV, 2 episodi (2018)
- Il miracolo di Natale (A Christmas Love Story) - film TV (2019)
- Amore alle Hawaii (You Had Me at Aloha) - film TV (2021)

## Doppiatrici italiane
Nelle versioni in italiano delle opere in cui ha recitato, Jennifer Aspen è stata doppiata da:
- Francesca Fiorentini in Cinque in famiglia
- Emanuela Baroni in CSI - Scena del crimine (ep. 3x07)
- Antonella Alessandro in The Closer
- Claudia Razzi in Grey's Anatomy
- Patrizia Burul in Criminal Minds
- Giò Giò Rapattoni in Due uomini e mezzo
- Francesca Guadagno in Girl vs Monster
- Beatrice Margiotti in Private Practice
- Barbara De Bortoli in Sharp Objects
- Tiziana Avarista in The Good Doctor